# Körnermagazin (Ingolstadt)

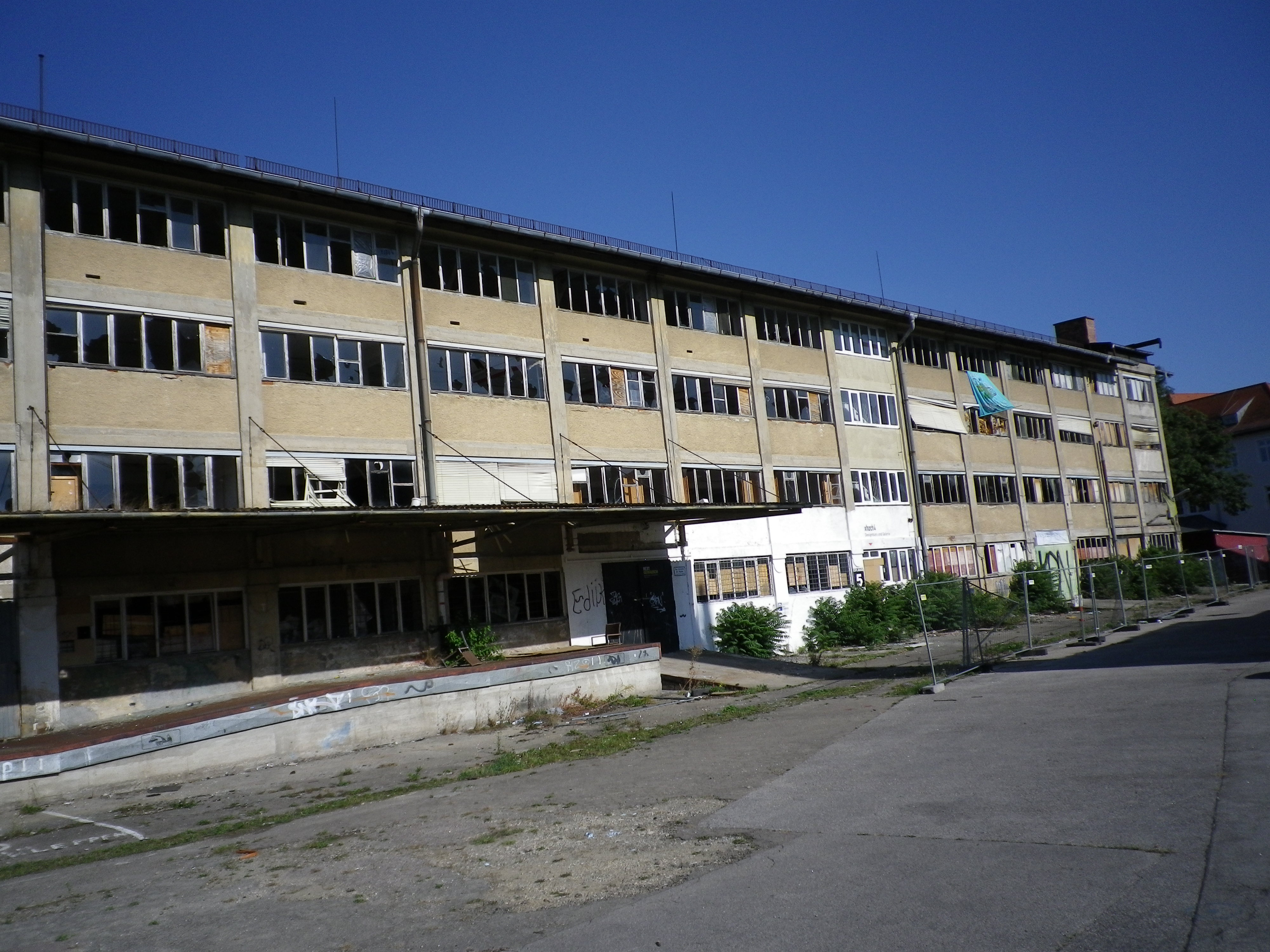
Ehemaliges Körnermagazin in Ingolstadt 2015

Das Körnermagazin in Ingolstadt, einer Großstadt an der Donau im Freistaat Bayern, wurde 1907/08 als Getreidelager errichtet. Das ehemalige Körnermagazin mit der Adresse Esplanade 7 ist ein seit 2015 geschütztes Baudenkmal.

## Beschreibung
Das Gebäude wurde auch als Körnerrieselmagazin bezeichnet, weil es mit einer Rieseleinrichtung versehen war. Es wurde von der Militärbauverwaltung als Getreidelager errichtet. Der langgestreckte viergeschossige Flachsatteldachbau mit giebelseitig vorgesetzten Treppenhäusern besteht aus einem vierschiffigen Eisenbeton-Skelettbau mit einheitlichem Stützenraster und kreuzweise bewehrten Decken. Dieses Eisenbeton-Skelettgerüst, also nicht die Fassade begründet die Denkmaleigenschaft. 
Von 1949 bis 1996 diente das Gebäude der Auto Union GmbH als Verwaltungs- und Archivgebäude. Beim Umbau wurde die ursprüngliche Befensterung an den Längsseiten durch Fensterbänder ersetzt und ein neues Treppenhaus mittig eingesetzt. Das Gebäude befindet sich im Besitz von Jürgen Kellerhals, dem Sohn von Erich Kellerhals.